# Willi Hennig
Emil Hans Willi Hennig (n. 20 aprilie 1913, Dürrhennersdorf, Saxonia, Germania – d. 5 noiembrie 1976, Ludwigsburg, Republica Federală Germania, Germania) a fost un biolog german, considerat fondatorul sistematicii filogenetice, domeniu cunoscut și sub numele de cladistică. În 1945, ca prizonier de război, Hennig a început să lucreze la teoria sa despre cladistică, pe care a publicat-o în 1950. Cu lucrările sale despre evoluție și sistematică a revoluționat punctul de vedere al ordinii naturale a ființelor. Ca taxonomist, s-a specializat în diptere (muște și țânțari obișnuiți). 
Este cunosut, printre altele, pentru regula progresiei lui Hennig în cladistică, care susține (în mod controversat) că cele mai primitive specii se găsesc în parte centrală, cea mai timpurie, a zonei unui grup. 

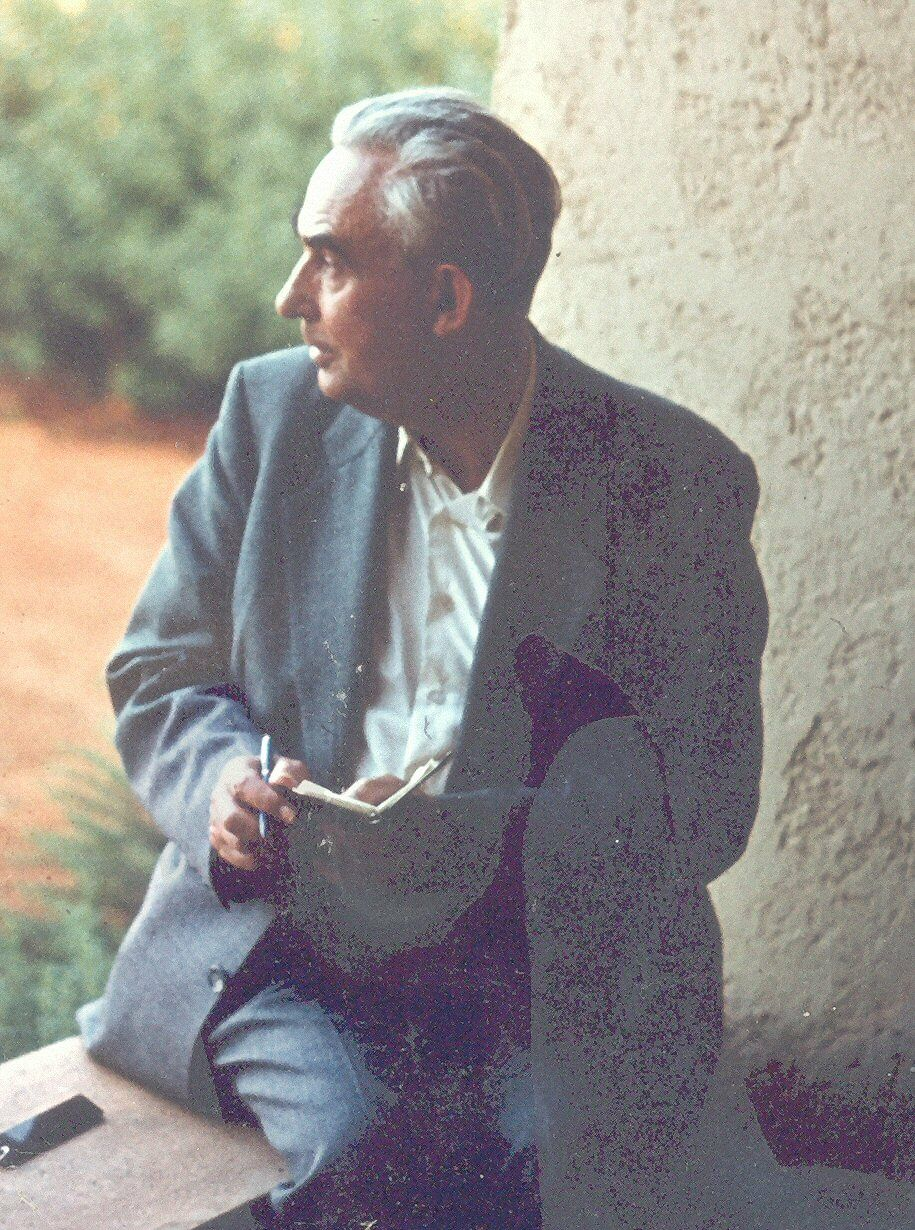
Hennig în 1970

## Lucrări (selectiv)
Cărți: 
- Die Larvenformen der Dipteren, 3 vols., Berlin: Akademie-Verlag, 1948-1952.
- Grundzüge einer Theorie der phylogenetischen Systematik, Berlin: Deutscher Zentralverlag, 1950.
- Sistemă filogenetică, traducere de D. Davis și R. Zangerl, Urbana: University of Illinois Press, 1966 (reeditată 1979).
- Die Stammesgeschichte der Insekten, Frankfurt pe Main: Verlag von Waldemar Kramer, 1969.
- Phylogenetische Systematik, editat de Prof. Dr. Wolfgang Hennig, Berlin și Hamburg: Verlag Paul Parey, 1982.
- Aufgaben und Probleme stammesgeschichtlicher Forschung, Berlin: Paul Parey, 1984.

Articole: 
- „Die Schlangengattung Dendrophis”, Zoologischer Anzeiger, vol. 99, 1932, 273-297 (gemeinsam mit W. Meise).
- "Beziehungen zwischen geographischer Verbreitung und systematischer Gliederung bei einigen Dipterenfamilien: ein Beitrag zum Problem der Gliederung systematischer höherer Ordnung categoriile" Zoologischer Anzeiger, vol. 116, 1936, 161-175.
- "Revision der Gattung Draco (Agamidae)", Temminckia: a Journal of Systematic Zoology, vol. 1, 1936, 153-220.
- „Über einige Gesetzmäßigkeiten der geographischen Variation in der Reptiliengattung Draco L.:„ paralel “und convergente Rassenbildung”, Biolog. Zentralblatt, vol. 56, 1936, 549-559.
- "Die Gattung Rachicerus Walker und ihre Verwandten im Baltischen Bernstein", Zool. Anz ., Voi. 123, 1938, 33-41.
- "Probleme der biologischen Systematik", Forschungen und Fortschritte, vol. 21/23, 1947, 276-279.
- „Kritische Bemerkungen zum filogenetischen System der Insekten”, Beiträge zur Entomologie, vol. 3 (Sonderheft), 1953, 1-85.
- „Flügelgeäder und System der Dipteren unter Berücksichtigung der aus dem Mesozoikum beschriebenen Fossilien”, Beiträge zur Entomologie, voi. 4, 1954, 245-388.
- „Systematik und Phylogenese”, Bericht Hunderjahrfeier Dtsch. Ent. Ges. , 1956, 50-71.
- "Die Familien der Diptera Schizophora und ihre filogenetischen Verwandtschaftsbeziehungen", Beitr. Ent., vol. 8, 1958, 508-688.
- "Die Dipteren-Fauna von Neuseeland als Problematisets and tiergeographisches Problem", Beitr. Ent., vol. 10, 1960, 221-329.
- „Sistemul filogenetic”, Annu. Rev. Entomol. , vol. 10, 1965, 97-116.
- "Dixidae aus dem Baltischen Bernstein, mit Bemerkungen über einige andere fossile Arten aus der Gruppe Culicoidea", Beitr. Naturkde, vol. 153, 1966, 1-16.
- „Die sogenannten„ niederen Brachycera “im Baltischen Bernstein”, Beitr. Naturkde, vol. 174, 1967, 1-51.
- "Kritische Bemerkungen über den Bau der Flügelwurzel bei den Dipteren und die Frage nach der Monophylie der Nematocera", Beitr. Naturkde, vol. 193, 1968, 1-23.
- „Analiza cladistică sau clasificarea cladistică? Un răspuns către Ernst Mayr, „ Syst. Zool., vol. 24, 1975, 244-256.